# Таленіт
Таленіт (рос. таленит; англ. thalenite, нім. Thalenit m) — мінерал, силікат рідкісних земель острівної будови.
Названий за прізвищем шведського дослідника Т. Талена (T.R.Thalen), C.Benedicks, 1898.

## Опис
Хімічна формула:
- 1. За Є. К. Лазаренком та Ґ.Штрюбелем, З. Х. Ціммером: Y2[Si2O7].
- 2. За К.Фреєм: TR2Si2O7.
- 3. За «Fleischer's Glossary» (2004): таленіт-Y — Y3Si3O10(F, OH).

Містить у % (родовище Естербі, Швеція): Y2O3 — 63,35; SiO2 — 29,88. Домішки: Fe2O3, Al2O3+BeO, CaO, MgO, Na2O, SnO2, H2O, CO2, N, He та ін.
Сингонія моноклінна. Призматичний вид. Кристали таблитчасті або призматичні, іноді зональні, як правило в зростках Густина 4,2-4,6. Тв. 6,5-6,75. Колір м'ясо-червоний, рожевий. Блиск жирний.

## Розповсюдження
Зустрічається в пегматитах лужних ґранітів в Україні і в Росії (Сибір), а також у ґранітних пегматитах Естербю та Оскаген (Швеція), Гундгольмен та Івеланд (Норвегія), в Японії, США, на Кольському п-ові. Рідкісний.

## Різновиди таленіту
- ітріаліт — таленіт, який містить 6-11 % ThO2;
- роуландит — таленіт, який містить до 1,63 Fe.